# 刻刻
『刻刻』（こっこく）は、堀尾省太による日本の漫画作品。『増刊モーニング2』（講談社）にて第10号（2008年）より2014年11月号（第86号）まで不定期に連載された。後に『モーニング』（同社刊）本誌2014年47号に「プレミアム読み切り劇場REGALO」枠で、『刻刻 番外編 —300日後—』が掲載された。単行本は全8巻。
単行本第1巻の帯では水木しげるが80点（同氏の近年最高点）と点数を付け賛辞を送っている。また、第2巻の帯では小説家の伊坂幸太郎が「最近、『何か面白い漫画ありますか？』と質問されると、まっさきにこの作品のことを口にします」とコメントしている。

## あらすじ
佑河樹里は、無職の父 貴文、ニートの兄 翼、隠居の祖父（じいさん）と母親、シングルマザーの妹 早苗、甥 真と共に、貧乏な暮らしながらも平凡に暮らしていた。
ある日、甥と兄が幼稚園からの帰路の途中で誘拐され、犯人から樹里・父の元に身代金要求の電話が掛かってくる。犯人の要求する身代金の受け渡し期限までは30分しかなく、間に合わないと悟った樹里は、犯人と刺し違える覚悟で2人の救出へと向かう決意をする。しかしその時、じいさんが佑河家に代々伝わるという止界術を使い、時間を止める。人も物も森羅万象が止まった止界で樹里たちは2人の救出へと向かう。
しかし向かった先で、自分たち以外の動く人間たちに遭遇、急襲されてしまう。彼らは、止界術を崇める「真純実愛会」の教祖佐河順治と、幹部の柴田・宮尾、そして幼少時代に止界に入ったことのある相談役の間島翔子、さらに金で雇われた外部の人間たちであった。彼らの目的は、佑河家にあるとされる「止界術の石」を手に入れることだった。
止界術の石を巡り、樹里の「霊回忍を追い出して強制的に止者とする能力」と、じいさんの「上限10メートルの瞬間移動する能力」を使って、教祖たちとの戦いが繰り広げられる。

## 登場人物

### 佑河家
佑河 樹里（ゆかわ じゅり）
声 - 安済知佳
本作の主人公。佑河家の長女、28歳。就職活動中であり、最近男と別れたことが家族に知れ渡っている。誘拐された真と翼を救出するため祖父と貴文と共に止界に入る。
祖父曰く、子供のころから「ムキになり易い」性格であり、そのことが祖父に止界術を秘匿される原因の一端となる。実愛会との戦いの中でも、予備知識なしで巻き込まれたにも関わらず、迷わず即断して行動に移す場面が多い。それは思慮の浅い無謀さとして表れることもあるが、自分の身を危険に晒してでも家族を守るという覚悟に裏打ちされており、状況を打開する力となっている。
霊回忍と融合することで止界内で自由に活動ができる者から霊回忍を追い出し、強制的に止者とすることができる特殊能力をもつ。
6歳のころ、可愛がっていた犬のアンドレの死期が迫ったときに祖父が作った止界に入ったことがあり、その時に初めて祖父と間島翔子に対して上記特殊能力を使用する。もっとも、祖父により、その際の出来事は全て夢だと思い込まされていたため、誘拐事件が発生するまで止界術のことも自身の特殊能力のことも忘れていた。
じいさん
声 - 山路和弘
樹里の祖父、貴文の父親。ファーストネームは作中で明らかにされておらず、単行本の人物紹介においても「じいさん」と表記されている。
誘拐された真と翼を助け出すため、樹里と貴文を連れて止界へ入る。
年齢は80歳前後かそれ以上だと思われる。現在は隠居の身で、佑河家の離れで暮らしている。
止界術の代々の伝承者であり、止界術を自身の祖父から教わる。また、止界の中では1回につき5 - 10メートルを限度とする瞬間移動の特殊能力が使える。もっとも、必ずしも狙った通りの地点へ正確に移動できるわけではなく（移動距離に比例して狙いとのズレが大きくなりやすい）、着地の姿勢も安定しないため頭から地面に落下することもある。移動に際しては、触れている者（止者を除く）を一緒に連れて行くことができる。
当初は止界術を伝承することを考えていた。しかし、貴文・翼の自堕落な性格に不安を感じ、2人には止界術を教えないことを決意する（貴文が4歳の時に止界に連れて行ったことがあるが、その時には全て夢だと思い込ませた）。そこで、樹里を止界術を伝承する候補と考え、6歳の樹里を止界に連れて行く。しかし、その際にアンドレの死を受け入れられない樹里が、感情的になって上記特殊能力を自身（じいさん）に対して使用して逃走した経緯から、「止界術を教えれば、いつか見境のない使い方をするかもしれない」との危険性を感じ、やはり止界術を教えないことを決意する。結果、誘拐事件が発生するまで止界術を家族の誰にも秘密にしていた。
性格は頑固で、日常生活では協調性があまり高くなく、隠居後に入った複数の趣味のクラブをメンバーとトラブルを起こして辞めている。反面、実愛会との戦いでは、自分が秘匿していた止界術のせいで家族全員を危険に晒しているという負い目もあり、家族を守って日常に帰るために冷静な判断と行動をするよう努めている。
かなり昔に妻と撮ったと思われる写真が部屋にある。しかし、実愛会が確保すべき佑河家の家族として把握している中に、じいさんの妻はいない模様。死別したのか、その他の理由で現在佑河家で同居していないのかは不明。
佑河 貴文（ゆかわ たかふみ）
声 - 辻谷耕史
翼・樹里・早苗の父親で、じいさんの息子。止界術のことは一切教えられていなかった。
誘拐された真と翼を救出するため、じいさんと樹里とともに止界へ入る。
50歳代だと思われるが、会社を首になって現在は無職で自ら「中年ニート」と称していた。家長としての立場に漠然としたこだわりはあるものの、今の自分に父親としての威厳がないことは自覚している。単行本の人物紹介には「佑河家の細い大黒柱」と書かれている。
妻の名は伸子。佑河家の家計は多くを伸子の収入に頼っていると思われる。
家庭の人間としては頼りないが、あっさりと神ノ離忍を出現させるほどの殺意を一瞬で出す、佐河に躊躇無く切り掛かるなど異常な一面もある。その姿を見て迫には「イカレ具合も大概」、樹里とじいさんには「なんだろうこの人」と思われている。
佐河との決戦の際に右指三本を切断する大怪我を負うが、後日談では幸いにもくっついたと思われる描写がある。
佑河 翼（ゆかわ つばさ）
声 - 野島裕史
樹里の兄。31歳。ほぼ引きこもりの生活を送っているが、珍しく真の迎えに行った時に一緒に誘拐されてしまう。止界では最初は止者であったものの、阿南が死亡した際に彼に入っていた霊回忍が体内に入り動くことが可能となる。止界にいる不安から一時は神ノ離忍化しかけるも、真の無邪気な行動によって止界に留まる。その後自宅に帰宅した際に実愛会メンバーの一人に待ち伏せをくらい、戦闘となるもからくも勝利する。しかし真と離ればなれになったせいか再び精神が不安定になり、神ノ離忍化しかけたところ樹里によって止界から脱出させられた。
この止界での出来事がきっかけとなり引きこもりを脱出。明確な描写はないものの、家を離れ独り立ちしたと思われる。
佑河 真（ゆかわ まこと）
声 - 岩田龍門
早苗の息子。樹里・翼の甥で、貴文の孫、じいさんの曾孫。こまどり幼稚園に通っている。
幼稚園からの帰り道に、迎えに来た翼とともに誘拐される。
翼からは「まーたん」と呼ばれる。翼よりもしっかりしている一面がある。貴文を「じーじー」、翼を「翼にーちゃん」、樹里を「樹里ねーちゃん」と呼ぶ。
止界での戦いの最中、神ノ離忍化した飛野を操る特殊能力に目覚めた。
止界への予備知識も考え方もバラバラのまま実愛会との戦いに巻き込まれる佑河家の面々だが、「真の安全を確保する」ことは、樹里・じいさん・貴文・翼に共通の優先事項である。
佑河 早苗（ゆかわ さなえ）
声 - 生天目仁美
樹里の妹。25歳。一人息子の真がいるシングルマザー。真の父親は家族にも明かしていない。
パートを掛け持ちして働いており、真の養育費をすべて自分で稼ぐつもりだと樹里に推測されている。

### 真純実愛会
宗教団体。「実愛会」と略称で呼ばれる。佑河家から止界術を奪い取ることを目的に、誘拐事件を起こした。止界術を熟知していた実愛会の創始者が書いた「大円行記」を教義書とし、止界に関する知識を共有している。母体となる集団は200年以上前から講社という形態で存在していたが、明治時代には止界の信仰は廃れていたらしい。その後、戦後すぐの時期に、「総主」と呼ばれる教祖を中心とした現代的な宗教組織に作り変えられる。約20年前に総主を継いだ佐河が、隠されていた属石を発見し、止界信仰が再興された。佑河家のじいさんが止界術を発動すると同時に、属石を用いて止界に侵入した。教団の人間9人と、金で雇った外部の人間9人の、合計18人で止界に入った。
佐河 順治（さがわ じゅんじ）
声 - 郷田ほづみ （青年-浦尾岳大、少年- 鶴翔麒）
真純実愛会の現教祖で、信者からは「総主」と呼ばれている。会の創始者の思想を受け継ぐ。
真の誘拐を企てた張本人である。誘拐事件の目的は、佑河家に家族を助けるため本石で止界術を使わせ、属石で同じ止界に侵入して本石を奪い、佑河家を抹殺して止界術を我が物とすること。そのために、数人の狂信的な信者を選抜したほか、荒事の実行部隊としてチンピラを金で雇い、止界に連れて入った。
目的のためには手段を選ばない冷徹そのものの性格であり、真理の探究という好奇心を原動力として動いている。止界や霊回忍の知識を得るために、金で雇った人員や敵対する佑河家どころか、自分を崇敬する実愛会の信者や自分自身の身体すらも、躊躇なく実験材料として利用する。
非常に頭の回転が早い人物であり、わずかな情報から状況を的確に判断する能力に長けている。また、教祖という立場にふさわしくかなり弁舌が立ち、どことなく芝居がかった言い回しを多用する。長きに亘って止界の信仰が廃れていた実愛会で、飾り物にされていた属石を発見し、創始者の残した教義に基づいて止界信仰を再興した。
35 - 37歳だと思われる。10代半ばで前教祖だった父（声 - 高瀬右光）が死に、実愛会の教祖の座を世襲した。また、アニメでは幼少時代も描かれており、名前不明の友人（声　- 吉田丈一郎、櫻井優輝（幼少））も登場している。
間島 翔子（まじま しょうこ）
声 - 瀬戸麻沙美
佐河の相談役と認知されている女性。樹里と同年代だと思われる。
22年前の幼いころ、母方に受け継がれていた属石を、止界術のことは何も知らずに相続した。その直後、樹里が初めて祖父と止界に入った時に、たまたま兄の洋介（声　- 山崎智史）の涙が流れ込んだ属石が反応し、家族とともに止界に閉じ込められた。両親と兄はその状況に自我を保てずに消えてしまった。自身は樹里の能力で追い出されたことで生還する。
もう一度止界に行って家族を探し出すために実愛会に入った。それと並行して、探偵事務所などを使って独自の調査を進め、本石を持つのが佑河家であることを突き止めて、佐河に報告した。このことが、佐河が誘拐事件を計画する発端となる。
止界に対して独自の考察を重ねてきたようである。止界での現象への理解力が高いことが、生き残るための強みとなっている。
父（声　- 保村真）と母（声　- 高橋理恵子）はすでに死亡していたが、兄だけは助けることに成功した。
柴田（しばた）
声 - 山内健嗣
実愛会ナンバー2の男。実愛会内部では唯一、佐河と敬語抜きで喋り合う。
止界術を身に付け、暗殺請負人になろうと目論んでいる。裏社会に通じており、計画遂行にあたって実行部隊を集め、指揮を執る役目を果たしている。自身も他者に暴力を振るうことに躊躇がなく、人を殺した経験があることも佐河によって示唆されている。しかしその性格が仇となり神ノ離忍に攻撃を仕掛け、尚かつ挑発するかのように止者を殺そうとしたため反撃に遭い、死亡した。
宮尾（みやお）
声 - 外崎友亮
実愛会のチーフ格。信仰心が異常に強く、止界術を使い世直しを目論んでいる。その信仰心の強さから、偶然知った佐河の真の目的に強い怒りを持ち対立、一時的に佑河家と手を組んだ。最初に樹里とじいさんと襲撃した時には、殺すことをためらうなど気の弱い一面も見られたが、佐河相手にはナイフやお手製の槍で攻撃をしかけるなど、敵と認識した相手にはかなり好戦的な態度をとる。佐河が神ノ離忍化した際に逃げ遅れ、右腕をもぎ取られるもなんとか生存。繭の状態になった佐河に養分にされかけたところで樹里によって止界から出された。
田辺（たなべ）
声 - 粟津貴嗣
実愛会の会員。宮尾と同様に佐河の真の考えを知り攻撃を仕掛けるも片腕を粉砕され、実験台に使われる。実験のため止まっている翼を殺せと佐河に命令され、ナイフを振り上げたところで樹里によって止界から出された。
山井（やまい）
声 - 若林佑
実愛会の会員。宮尾、田辺と同様に佐河の真の考えを知った1人。佐河と宮尾の言い争いを止めようとしたが、神ノ離忍化した佐河に首を握りつぶされ死亡。
下坂（しもさか）
声 - 山橋正臣
実愛会の会員。佐河の指示で佑河家に向かったところ、偶然帰ってきた翼と真を待ち伏せし攻撃した。容赦なく包丁で翼を刺しにかかるなど、人を殺すことに一切の躊躇がない。しかし一瞬の隙をつかれ、翼に絞め落とされた。その後は不明。
井本（いもと）
声 - 佐治和也
実愛会の会員。雇われ組と共に佑河家で樹里とじいさんを待ち伏せしていた。しかし樹里の手によって霊回忍を追い出され止者となった。

### 雇われ組
加藤（かとう）
声 - 藤井隼
雇われ組のリーダー。非常に頭のキレがよく、腕っ節も強い。佐河に神ノ離忍の存在を隠されていたことを不満に持ち、また間島の家族を助けることに協力すると意志を示した直後に、樹里から不意打ちをくらい止界から出された。
迫（さこ）
声 - 吉野裕行
加藤から話を受け、雇われ組を集めた男。間島の過去を聞き、彼女に協力していく中で気持ちが変化し佑河家と協力するようになる。最後まで佑河家と共に佐河と戦い、樹里の手によって止界から脱出した。脱出後は生き残っていた雇われ組に仕事の終わりを告げ、佑河家に手が回らないよう手配した。
潮見（しおみ）
声 - 内田夕夜
佑河家に盗撮機を仕掛けた張本人。加藤同様に非常に頭のキレがよく、どんな時も冷静沈着に行動し最も合理的な選択をする。終盤まで佐河に協力し、彼が現代で止者になった時の管理を頼まれるなど信頼を得ていたが、石が壊されたことにより止界から出る方法が樹里のみとなったため寝返った。
飛野（とびの）
声 - 蜂須賀智隆
雇われ組の1人。現在の状況から脱するべくこの件に参加し、止界術を使い金儲けを企んでいた。自らの安全を第一に考え、危険なことは他人にやらせようとする。だが宮尾が佐河からの攻撃を避けたため、致命傷を負い死亡。しかし生きたいという強い想いからか神ノ離忍化し、真の操作によって佐河と戦った。佐河によって中身を食われ、外核を養分として吸収されて、やせ細った姿で止界を彷徨っていた。最終的にはマリヤによって成仏させられた。
阿南（あなん）
声 - 前田弘喜
雇われ組の1人で坊主頭の男。非常に気性が荒く、人を殺すことに躊躇が無い。樹里とじいさんが逃げようとした際に真を殺そうとしたのだが、この時の真は止者であったため出現した神ノ離忍に頭部を握りつぶされ死亡した。
帽子の男
本名不明。帽子をかぶり、長髪を後ろで結んでいる。不意をつかれ樹里に顔を蹴飛ばされた上、加藤と対立し止者を殺そうとしたところを現れた神ノ離忍によって殺された。
半裸の男
本名不明。チェック柄の上着をTシャツも着ずに羽織っている男。間島に性的関心を持ち股間を手に当てたり、止界の中を全裸で歩くなど奇行が目立つ。しかし殺しの能力は高いらしく、どうすれば人が死ぬかについて精通していた。佐河の特命を受け、止者を殺そうとしたため神ノ離忍によって殺された。

### 止界の関連人物
創始者（そうししゃ）
止界へ入る石を作った人物。明治13年没の故人。年をとらないことが原因で殺されそうになっていたマリヤを助け、止界の存在を知る。止界の研究に没頭し実愛会の元となる組織を作った人間ではあるが、止界そのものの創始者というわけではない。
マリヤ
声 - 能登麻美子
創始者の妻であり、止界の元祖の人間。神ノ離忍化しかけた樹里によって止界に呼び込まれ、樹里を助け飛野を成仏させた。生まれつき霊回忍があるのが当たり前で歳をとることがなく、また止界に自由に出入りすることができる。現実で止者になることも可能であり、数百年の時間を旅している。名前の「マリヤ」は現代で働いていると思われるキャバクラの名刺に載っていたもので、本名は不明。

## 用語
止界術（しかいじゅつ）
時を止めた上、その止界の中で自由に活動する術。本石の穴に体液（血液・涙など）を流し込むことで発動する。術が発動すると時が止まるが、術の発動の際から石に触れ続けているか、霊回忍と融合することで止者とならずにいられることができる。そのため、佑河家が止界術を使う場合、術の発動時から本石に触れておいたまま、術の発動の際に現れる霊回忍と融合する（「衛盒〔えいごう〕」と唱えることで任意に霊回忍と融合することができる）ことで、止界内で自由に活動することができるようにする、というステップを踏む。
止界（しかい）
止界術によって時が止まった世界。
止者（ししゃ）
止界において止まっている者。止界術が発動すると、霊回忍と融合した者以外は全て止者となる。また、霊回忍と融合することで止界内で自由に活動ができる者であっても、樹里の特殊能力によって体内の霊回忍を追い出されると止者になる。
石（いし）
時を止める時に使用する石。実愛会は佑河家にあるものを「本石」、それ以外を「属石」と呼ぶ。本石には表面に力強い文字で「努力」、右下に両国国技館の文字が書かれている。上部に穴が開いており、血液や涙などの体液が入ると止界術が発動する。

神ノ離忍（カヌリニ）
「止者」への殺意に反応して現れる。実愛会の教義書「大円行記」に伝わっている呼び方だが、佑河家では「管理人」と呼ばれ、「カヌリニ」が訛って伝わったのではと思われている。
霊回忍（タマワニ）
止界の自然霊。外見は実体のない浮遊する白いクラゲのようなもで、体に融合されることで止界で自由に動くことができるようになる。体内から追い出されると止者と同じく動けなくなる。

## 書誌情報
- 堀尾省太 『刻刻』 講談社〈モーニングKC〉 全8巻
  1. 2009年8月21日発売、ISBN 978-4-06-372822-4
  2. 2009年8月21日発売、ISBN 978-4-06-372823-1
  3. 2010年8月23日発売、ISBN 978-4-06-372924-5
  4. 2011年4月22日発売、ISBN 978-4-06-372999-3
  5. 2012年3月23日発売、ISBN 978-4-06-387092-3
  6. 2013年3月22日発売、ISBN 978-4-06-387197-5
  7. 2013年11月22日発売、ISBN 978-4-06-387249-1
  8. 2014年10月23日発売、ISBN 978-4-06-388354-1

## テレビアニメ
2018年1月から3月までTOKYO MXほかにて放送された。アニメーション制作は、マングローブから引き継ぎ『虐殺器官』を制作するチームとして設立されたジェノスタジオが担当。また、ジェノスタジオにとっては、本作が初のテレビアニメ制作元請作品である。VFX-JAPANアワード 2019テレビ番組 アニメCG部門優秀賞受賞。
同年5月25日に全12話を収録したBlu-ray BOX（TEXA-001〜4）が発売された。

### スタッフ
- 原作 - 堀尾省太[1]
- 監督 - 大橋誉志光[1]
- シリーズ構成 - 木村暢[1]
- キャラクター原案 - 梅津泰臣[1]
- キャラクターデザイン・総作画監督 - 日向正樹[1]
- クリーチャーデザイン - 須永頼太
- プロップデザイン - 浅沼信也
- 美術監督 - 宍戸太一
- 美術設定 - 藤瀬智康
- 色彩設計 - 竹澤聡
- 編集 - 長坂智樹
- 撮影監督 - 長田雄一郎
- 3DCGディレクター - 北田伸
- 音響監督 - 藤田亜紀子
- 音楽制作 - フジパシフィックミュージック
- 音楽 - 未知瑠[1]
- プロデューサー - 木村誠
- アニメーションプロデューサー - 大高健生
- アニメーション制作 - ジェノスタジオ[1]
- 製作 - ツインエンジン[1]

### 主題歌
主題歌「Flashback」
作詞・作曲・編曲 - Lenny Skolnik、MIYAVI、KenKen / 歌 - MIYAVI vs KenKen
エンディングテーマ「朝焼けと熱帯魚」
作詞・歌 - ぼくのりりっくのぼうよみ / 作曲 - ササノマリイ、ぼくのりりっくのぼうよみ / 編曲 - ササノマリイ

### 各話リスト
| 話数     | 脚本     | 絵コンテ            | 演出                | 作画監督                                                                           | エンドカード                |
| -------- | -------- | ------------------- | ------------------- | ---------------------------------------------------------------------------------- | --------------------------- |
| 㐧壱刻   | 木村暢   | 大橋誉志光          | 湯川敦之            | 日向正樹                                                                           | オノ・ナツメ                |
| 㐧弐刻   | 木村暢   | 大森貴弘 石川健朝   | 石川健朝            | Cindy H.Yamauchi、梅津茜、大西秀明 岩井優器、袴田裕二、岡田正和 石川健朝、日向正樹 | 能條純一                    |
| 㐧参刻   | 木村暢   | 芦野芳晴            | 皆春羊二 川越崇弘   | 平野絵美                                                                           | 高橋のぼる                  |
| 㐧肆刻   | 猪爪慎一 | 湯川敦之            | 湯川敦之            | Cindy H. Yamauchi                                                                  | アダチケイジ プロダクション |
| 㐧伍刻   | 高木聖子 | さとう陽            | さとう陽            | 田寄雅郁、八木元喜                                                                 | 弘兼憲史                    |
| 㐧陸刻   | 高木聖子 | 菅沼栄治            | 菅沼栄治            | 菅沼栄治、菊地洋子、日向正樹                                                       | 日向正樹                    |
| 㐧漆刻   | 猪爪慎一 | 三條なみみ          | 鳥羽聡              | 大西秀明、飯飼一幸、日向正樹                                                       | 日向正樹                    |
| 㐧捌刻   | 木村暢   | 寺岡巌              | 丸山裕介            | 平野絵美、梅津茜                                                                   | 猿渡哲也                    |
| 㐧玖刻   | 猪爪慎一 | タムラコータロー    | 川越崇弘            | 飯飼一幸、服部憲治、嘉村弘之 櫻井拓郎、冨澤和雄                                    | 日向正樹                    |
| 㐧拾刻   | 木村暢   | 大橋誉志光 加藤洋人 | 小野田雄亮 江島泰男 | 日向正樹                                                                           |                             |
| 㐧拾壱刻 | 猪爪慎一 | 沖田宮奈            | 石川健朝            | 粟井重紀、金正男、日向正樹 石川健朝、梅津茜、袴田裕二                              | 日向正樹                    |
| 㐧拾弐刻 | 木村暢   | 大橋誉志光          | 大橋誉志光          | 大西秀明、日向正樹、平野絵美 梅津茜                                                | 梅津泰臣                    |

### 放送局
| 放送期間               | 放送時間                     | 放送局   | 対象地域 | 備考                      |
| ---------------------- | ---------------------------- | -------- | -------- | ------------------------- |
| 2018年1月8日 - 3月26日 | 月曜 0:30 - 1:00（日曜深夜） | TOKYO MX | 東京都   |                           |
|                        |                              | BS11     | 日本全域 | BS放送 / 『ANIME+』枠     |
| 2018年1月9日 - 3月27日 | 火曜 22:00 - 22:30           | AT-X     | 日本全域 | CS放送 / リピート放送あり |

インターネットではAmazonプライム・ビデオにて全世界に独占配信。